# Generali Aréna
A Miskolci Sportcsarnok (2010 elejétől Generali Aréna) a miskolci Népkertben található sportkomplexum. Címe: Görgey utca 19.

## A sportcsarnok
Miskolc város tanácsának ülésein az 1950-es évek végén vetődött fel egy fedett sport- vagy jégcsarnok építésének a gondolata. Helyszínét először a DVTK-stadion közelében gondolták kijelölni, majd a Népkert több pontja is szóba került. 1961-ben bízták meg az Északtervet a tervezés előkészületeivel, a terveket végül a cégen belül Horváth István Ybl-díjas, Szabó József és Thury László építészek készítették el. Az eredeti tervek tartalmaztak még egy szabadtéri sportpályát, egy szabadtéri műjégpályát és egy 250 fős szállodát. Ebből csupán a majdani műjégpálya lelátója készült el a csarnok keleti oldalán.
Az építkezés fővállalkozója a BÁÉV volt, a munkálatok 1968 tavaszán kezdődtek, és 1970 novemberében fejeződtek be. Az építkezést úgy hajtották végre, hogy a Népkertnek csak a legszükségesebb fáit vágják ki. A terveket menet közben is módosítani kellett, mert a televíziós igények miatt a közvetítő állások számát 19-re kellett emelni (a csarnok első tervezett sporteseménye az ifjúsági ökölvívó Európa-bajnokság volt, amit a vártnál több ország akart közvetíteni). A sportcsarnokba mintegy 5000 köbméter betont, 400 tonna acélt és 82 kilométer elektromos kábelt építettek be. A födém 54×54 méteres acélszerkezet, súlya 260 tonna. Sokáig ez volt Magyarország legnagyobb ilyen kivitelű áthidalója. A világításról 184 jódlámpa és 20 reflektor gondoskodott. A parketta borítású játéktér 44×26 méteres, a nézőtér befogadó képessége változtatható volt 1800 és 3600 fő között. Az öltözők, edzőtermek és más kiszolgáló létesítmények a kor színvonalának megfelelőek voltak. A beruházás 68 millió forintba került, és alkotói nívódíjat kaptak érte. Első igazgatója Menyhért László volt.

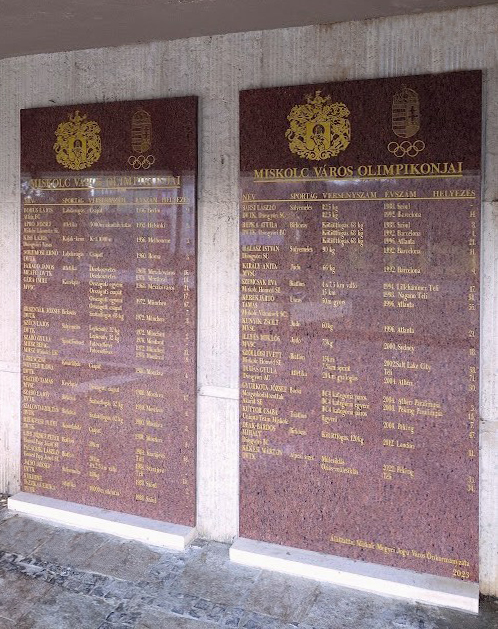
A miskolci olimpikonok táblája a főbejáratnál

A sportcsarnokot 2005-ben felújították, augusztus 5-én adták át egy Magyarország–Franciaország női kosárlabda mérkőzéssel (a magyar csapat győzött 73–43-ra). Az átépítés kapcsán a csarnok néhány paramétere megváltozott. A lelátót nyolc szektorra osztották, a padokat műanyag ülőkékre cserélték, és így 1488 ülőhelyet alakítottak ki (mobil lelátókkal ez 1620-ra bővíthető). A világítási rendszer 144 jól vezérelhető lámpából áll, és középen még egy ún. ringvilágítást is kialakítottak. A két korszerű eredményjelző tábla több sportág számára alkalmas. A csarnoknak három ki/bejárata van, egy nagy áteresztő képességű főbejárat és két kisebb, a csarnok két oldalán. Mivel a lelátók feltöltése ugyanazon az útvonalon történik mint a küzdőtéré, koncerteken a befogadóképesség korlátozott. A csarnok befogadóképessége sporteseményeken 1700–1800 fő (1488 ülőhely+állóhelyek), koncerteken a küzdőtér székekkel való berendezése esetén 2500 fő, a küzdőtér állóhelyes feltöltése esetén 4000 fő. A csarnokban 72 férőhelyes sajtópáholy található.
A sportcsarnokban 2009. február 12-én nyitották meg a Miskolci Sportmúzeumot, ahol a város sportéletével kapcsolatos emlékeket lehet megtekinteni.
A sportcsarnok főbejáratánál 2023-ban helyezték el Miskolc olimpikonjainak tábláját, az előcsarnokban van a „Jó tanuló, jó sportoló” tábla (Varga Éva szobrászművész alkotása), és itt helyezik el Miskolc kiemelkedő sportegyéniségeinek a tenyérlenyomatát is.
2011-ben Kerényi Jenő Géniusz című szobrát a Herman Ottó Múzeum Képtárával szembeni helyéről áthelyezték a Sportcsarnok elé.

## A jégcsarnok
A sportcsarnok keleti oldalán már korán épült két szabadtéri műjégpálya. A sportcsarnokhoz közelebbi pálya helyén 2006 áprilisában adták át a fedett Miskolci Jégcsarnokot. Az építkezést még 2004 nyarán elhatározta az önkormányzat, a terveket Rostás László készítette. Külön figyelmet érdemel a csarnok fából készült látványos tetőszerkezete. A csarnok 1800 négyzetméteres jégfelülettel rendelkezik, amely alkalmas nemzetközi versenyek megrendezésére. A lelátó tíz szektorra van osztva, 1304 ülő- és 500 állóhellyel rendelkezik. A beruházás összköltsége 1,1 milliárd forint volt. A létesítmény egy multifunkcionális csarnok, a jégfelület bontásával alkalmas koncertek, előadások és más sportesemények megrendezésére. Például az Opera Rockshow keretében a csarnokban lépett fel Tarja Turunen világhírű finn énekesnő.

## Fontosabb sportesemények
A csarnok első sporteseménye az I. junior ökölvívó Európa-bajnokság volt, amit a Népsport 1970. november 5-i száma így harangozott be: „A nagyszerű miskolci sportcsarnok november 8–14. között kontinensünk legjelentősebb (17–20 éves) ökölvívóit látja vendégül az I. junior EB keretében.” Az első esemény és a magyar szereplés megérdemli a részletesebb ismertetést. A magyar válogatott (a szállásuk Kazincbarcikán volt) edzői Papp László, Adler Zsigmond és Kárpáti Lajos voltak. A minden nap zsúfolt nézőterek előtt zajlott találkozókon a hét döntőbe került magyar öklöző közül öten szereztek aranyérmet: Glück Péter (48 kg), Kisnémeth Zoltán (51 kg), Juhász László (60 kg), Nemecz Károly (63,5 kg) és Réder József (81 kg fölött). A Nemzetközi Amatőr Ökölvívó Szövetség (AIBA)  és az Európai Amatőr Ökölvívó Szövetség (EABA) vezetői igen elégedettek voltak, szerintük jobb volt a szervezés, mint a legutóbbi olimpián.
A következő sporttalálkozó mindössze egy nappal később, november 15-én volt: a Budapest–Leningrád válogatott férfi és női tornászviadal, majd december 5–6-án négycsapatos nemzetközi kézilabdatornát rendeztek. 1971 februárjában volt a hatalmas sikert hozó kétnapos kerékpárosfoci-bemutató. A következő időkben sorra jöttek az egyéb sportágak: kosárlabda, cselgáncs, birkózás, asztalitenisz, vívás, teremfoci, tollaslabda, tenisz, kendó stb., klub- és válogatott mérkőzések sora. A város élvonalbeli és népszerű teremsport csapatai (a DVTK, majd DKSK női kosárlabdacsapata, a Borsodi Bányász kézilabdacsapata és mások) itt játszották bajnoki mérkőzéseiket. 2011-ben közösen a városi és az egyetemi sportcsarnokban rendezték az U18-as női kosárlabda Európa-bajnokságot.
A jégcsarnokban edzenek és tartják mérkőzéseit a Miskolci Jegesmedvék élvonalbeli jégkorongozói és a Jégvirág Korcsolya Klub versenyzői, valamint a Havasszépe SE és Jégszínház is. A profi sporton kívül a nagyközönség is igénybe veheti a fedett jégcsarnokot, miközben a külső, szabadtéri műjégpálya is rendelkezésre áll.

## Egyéb események
A Miskolci Sportcsarnok szint már a kezdetektől, 1971-től helyt adott sokféle, sporttól eltérő eseménynek is. Az első ilyen egy szalontánc bemutató volt, amit évről évre újabb rendezvények követtek: kemping-kiállítások, karácsonyi és nyári vásárok, helyiipari kiállítások, sörfesztiválok, formációs táncversenyek, egyes iskolák ballagási ünnepségei, politikai nagygyűlések stb. A kultúra is helyet kapott a sportcsarnokban és a jégcsarnokban: könnyűzenei, később komolyzenei koncerteket és előadásokat is tartottak bennük. Több alkalommal rendezett itt koncertet a Miskolci Nemzetközi Operafesztivál is.